# روبرت جيل
روبرت جيل (بالإنجليزية: Robert Gill)‏ (10 فبراير 1982 بنوتنغهام في المملكة المتحدة - ) هو لاعب كرة قدم بريطاني في مركز الهجوم. لعب مع فوريست غرين ونادي بيرتن ألبيون ونادي دونكاستر روفرز ونادي تشستر سيتي ونادي سكاربورو وHucknall Town F.C. ‏ وWaiBOP United ‏ وإيكستون تاون ‏ وأرنولد تاون وداغنهام وريدبريدج وGedling Town F.C. ‏.

## وصلات خارجية
- روبرت جيل على موقع Soccerbase.com (لاعب) (الإنجليزية)